# ヨハン・バプティスト・アイヒェルスデルファー

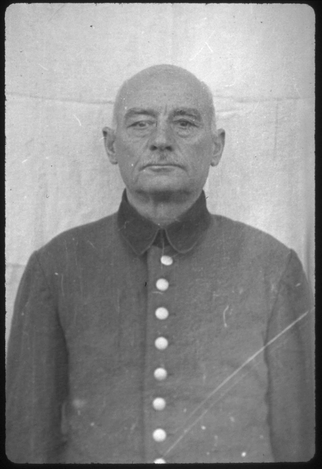
ヨハン・バプティスト・アイヒェルスデルファー（1945年）

ヨハン・バプティスト・アイヒェルスデルファー（ドイツ語: Johann Baptist Eichelsdörfer, 1890年1月20日 - 1946年5月29日）は、ドイツの軍人。フルラッハに設置されていたダッハウ強制収容所の外部収容所であるカウフェリング第4収容所の最後の所長を務めた。最終階級は陸軍大尉(Hauptmann)。

## 経歴

### 第二次世界大戦前
アイヒェルデルファーは結婚して3人の子供がおり、陸軍入隊までは工場で働いていた。
第一次世界大戦中はバイエルン陸軍の第5歩兵連隊に所属して軍曹(Feldwebel)まで昇進。戦後もヴァイマル共和国軍に残留し、1924年には少尉(Leutnant)の階級で除隊する。

### 第二次世界大戦
第二次世界大戦勃発後の1940年11月、ドイツ国防軍から改めて招集を受け、バンベルクの輸送訓練隊に少尉として配属された。以後、フランス、ポーランド、ソ連戦線に従軍するが、1943年8月にはリウマチにより入院を余儀なくされた。オラニエンブルクにしばらく留まった後、恐らくは強制収容所総監部の命令を受け、1944年7月15日からダッハウ収容所勤務となり、アウクスブルク＝プファーゼーに送られて捕虜収容所看守としての訓練を受けた。1944年8月末、アイヒェルスデルファーはカウフェリング収容所に移り、同年10月には第8収容所（Lagers Nummer 8）の所長（Lagerleiter）となり、後には第7収容所でも勤務した。
1945年1月12日、アイヒェルスデルファーは第4収容所の指揮を引き継ぐ。当時、第4収容所は「病人収容所」（Krankenlager）に指定されていた。その実態は収容所の生活や強制労働の元で衰弱したり病気に罹患した収容者を移送する為の中継収容所（Sammellager）であり、何らかの適切な治療は一切行われなかった。医師も常駐していたが、彼らの任務は収容者らを利用して医学上の関心に基づく人体実験を行うことであった。アメリカ軍の集計によれば、この収容所でおよそ4,000人が殺害されたという。
1945年4月29日、ダッハウ収容所はアメリカ軍によって解放される。これに先立つ4月27日にはカウフェリング第4収容所に米第12機甲師団が到達、4月28日には米第101空挺師団の一部が増援として派遣されている。米軍の軍医として第4収容所の解放に居合わせたチャールズ・P・ラーソン博士（Charles P. Larson）は、病死者に加え、射殺されていたり、あるいは宿舎ごと焼かれて殺された者も含め、数百人が収容所内で死亡していたと報告している。貨車にも収容者らの死体が積まれており、米軍によって救出された生存者はわずか12人のみであった。

### 敗戦後
第12機甲師団から派遣された軍政責任者のエドワード・F・セイラー大佐（Edward F. Seiller）は、周辺の集落の公務員などおよそ250人に銃を突きつけ、彼らの手で収容者を埋葬させよと命じた。アイヒェルスデルファーも埋葬への参加を強要され、この際には見せしめの意味も込めて写真撮影が行われた。
後にピュリッツァー賞を受賞するAP通信の海外特派員ルイス・P・ロッホナーは、収容所内の様子を知る為にアイヒェルスデルファーへの取材を申し込んだ。この時、アイヒェルスデルファーは収容者間で発疹チフスが流行していたこと、また1日あたり数十人ほどの死者が出ていたが、特に気にかけなかったことなどを語った。
1945年11月15日、ダッハウ裁判の一環として設置されたダッハウ主要裁判において、アイヒェルスデルファーはその他の39人の元収容所職員と共に起訴を受けた。多くの被疑者らはそうした犯罪の場に居合わせなかったとして無実を主張した。
アイヒェルスデルファーの弁護人となったダルウィン・ナイルズ大尉（Dalwin Niles）は、アイヒェルスデルファーが親衛隊の隊員ではなく健康上の理由で収容所勤務に回された陸軍将校だという点を強調し、彼が収容所で影響力を持つはずがないと主張した。また、当時のアイヒェルスデルファーは病気持ちの上に既に高齢であった点を指摘し、彼が収容所の運営に携わることなどできなかったとも述べた。しかし、ある生存者は「アイヒェルスデルファーも虐待に参加し、時には意識を失うまで収容者を殴ることもあった」という証言を行った。
1945年12月13日、アイヒェルスデルファーの有罪が確定する。1946年5月29日14時14分、ランツベルク戦犯収容所にて絞首刑に処された。死刑執行はジョン・C・ウッズ軍曹が担当した。